# Chapelle Sainte-Wivine de Temploux
La chapelle Sainte-Wivine est un petit édifice religieux catholique sis rue Sainte-Wivine à Temploux, près de Namur, en Belgique.  Construite en 1747 comme lieu de pèlerinage et dévotion locale la chapelle octogonale fut entièrement rénovée au début du XXIe siècle.

## Histoire
Toute la région subit une grave épidémie de fièvre aphteuse en 1740-1741. Temploux ne fut pas épargné. Non seulement la population était touchée mais également le bétail. La misère s’installait. La sainte Wivine de Grand-Bigard étant invoquée comme protectrice contre la peste, les fièvres et autres graves maladies des groupes de villageois se rendaient en pèlerinage à Grand-Bigard où sont vénérées ses reliques.  
Le bourgmestre de Temploux, Doucet décida de placer tout le village sous la protection de la sainte Wivine. Avec sa femme Marguerite Derpent, il finança la construction d’une chapelle.  Un jour de culte spécial fut instauré le 17 décembre, jour anniversaire de sa mort. Les fermiers des environs venaient placer leurs bestiaux sous la protection de la sainte.
Sur le linteau de la porte une inscription dans la pierre rappelle le souvenir de ce pèlerinage :  « M’ont mis, Doucet, mayeur, Marguerite Derpent son épouse à l’honneur de la vierge Wivine, patronne contre les maux de gorge et de dents contre la pleurésie la fièvre maligne venez peuple chrétien obtenir de vos maux la prompte guérison pour vous et vos bestiaux ».
Un rare chronogramme en français donne la date : « WIVIne époUse De IesUs ChrIst DeLIVrez-noUs De trIbULatIon ». C’est-à-dire : 1747. 
Le tilleul qui se trouve à la gauche de la chapelle, anciennement un ‘arbre à clous’ a sans doute le même âge.
Un culte se développa avec procession religieuse le 17 décembre, jour de la fête de sainte Wivine. La procession était réservée aux femmes et elle passait par la rue qui pris le nom de la sainte : ‘rue Sainte-Wivine’.  

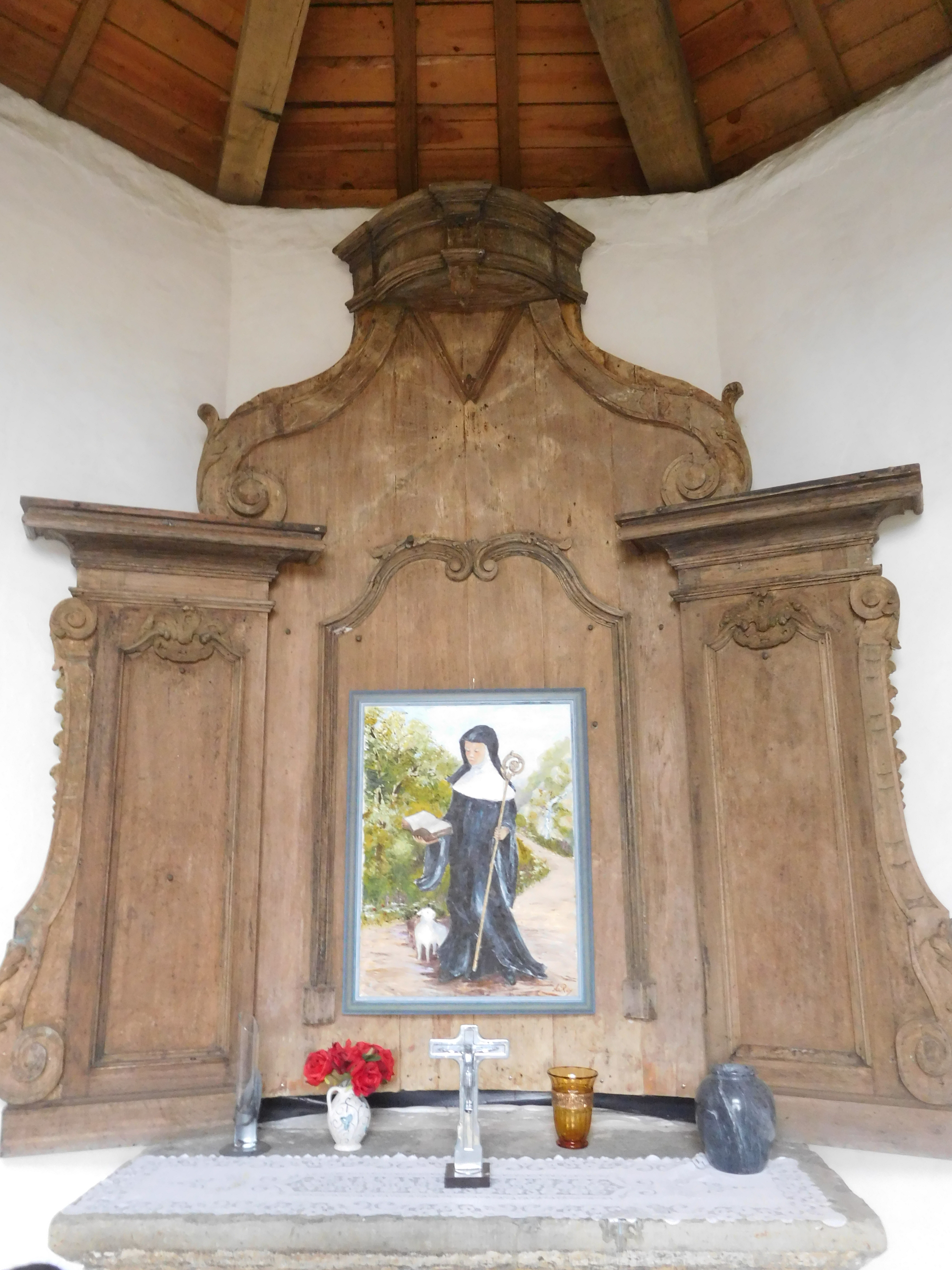
Le retable de sainte Wivine, dans la chapelle

## Description
De proportion élégante et surmontée d’un clocheton, la petite chapelle est octogonale. Sa charpente en bois fut descendue au sol pour être entièrement rénovée. À l’intérieur un retable en bois de chêne fut débarrassé de couches de peintures successives et est agrémenté aujourd’hui d’une représentation récente de sainte Wivine.